# Marrus claudanielis
Marrus claudanielis är en nässeldjursart som beskrevs av Dunn, Pugh och Haddock 2005. Marrus claudanielis ingår i släktet Marrus och familjen Agalmatidae. Inga underarter finns listade i Catalogue of Life.